# Boulder
För andra betydelser, se Boulder (olika betydelser).
Boulder är en stad (city) i Boulder County i norra Colorado, USA. Boulder är administrativ huvudort (county seat) i Boulder County. Staden är den viktigaste universitetsstaden i Colorado och säte för University of Colorados huvudcampus.

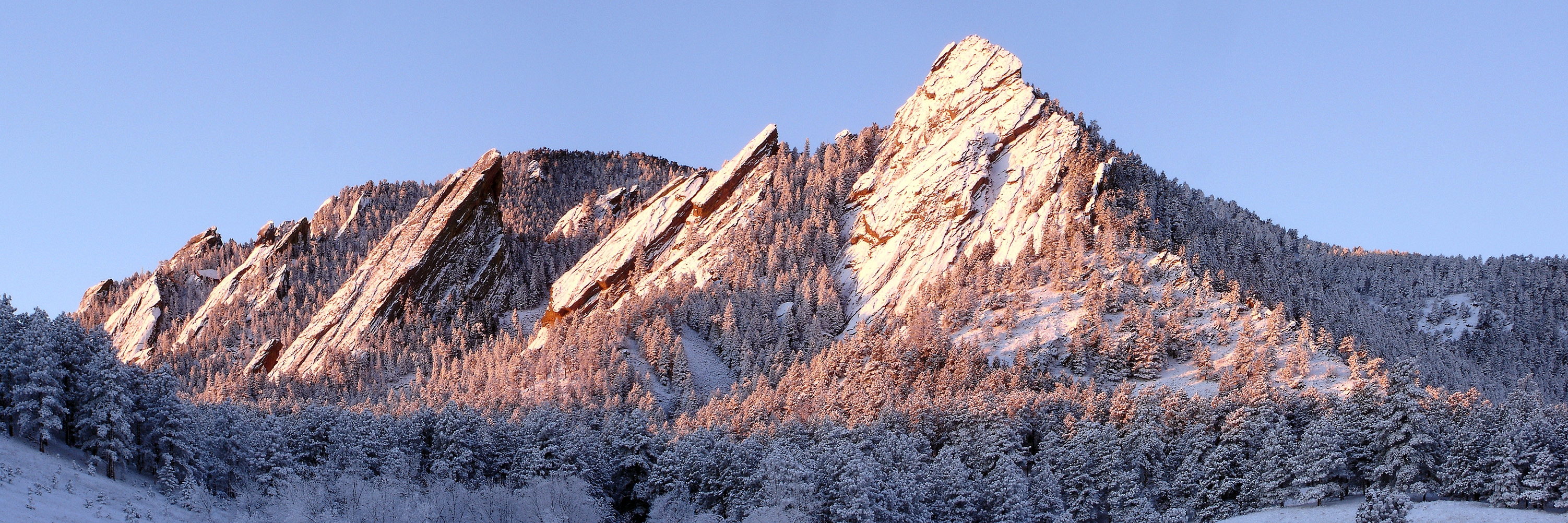
Flatirons är Boulders landmärke.

Boulder ligger 1 655 meter över havet i Boulder Valley där Klippiga bergen möter de stora slätterna (Great Plains). Väster om staden ligger de rödbruna sandstensformationerna Flatirons som har blivit stadens landmärke.
Boulder kallas ofta för meteorologins "Mecka", eftersom både National Oceanic and Atmospheric Administration (NOAA) och National Center for Atmospheric Research (NCAR) har stora forskningsanläggningar i staden. Havs- och atmosfärsforskare från hela världen kommer därför regelbundet till Boulder för olika forskningsprojekt.

## Vänorter
Boulder har följande vänorter:
- Dusjanbe, Tadzjikistan
- Jalapa, Nicaragua
- Kisumu, Kenya
- Lhasa, Tibet, Kina
- Ciudad Mante, Mexiko
- Yamagata, Japan
- Yateras, Kuba